# Niroú Kháni

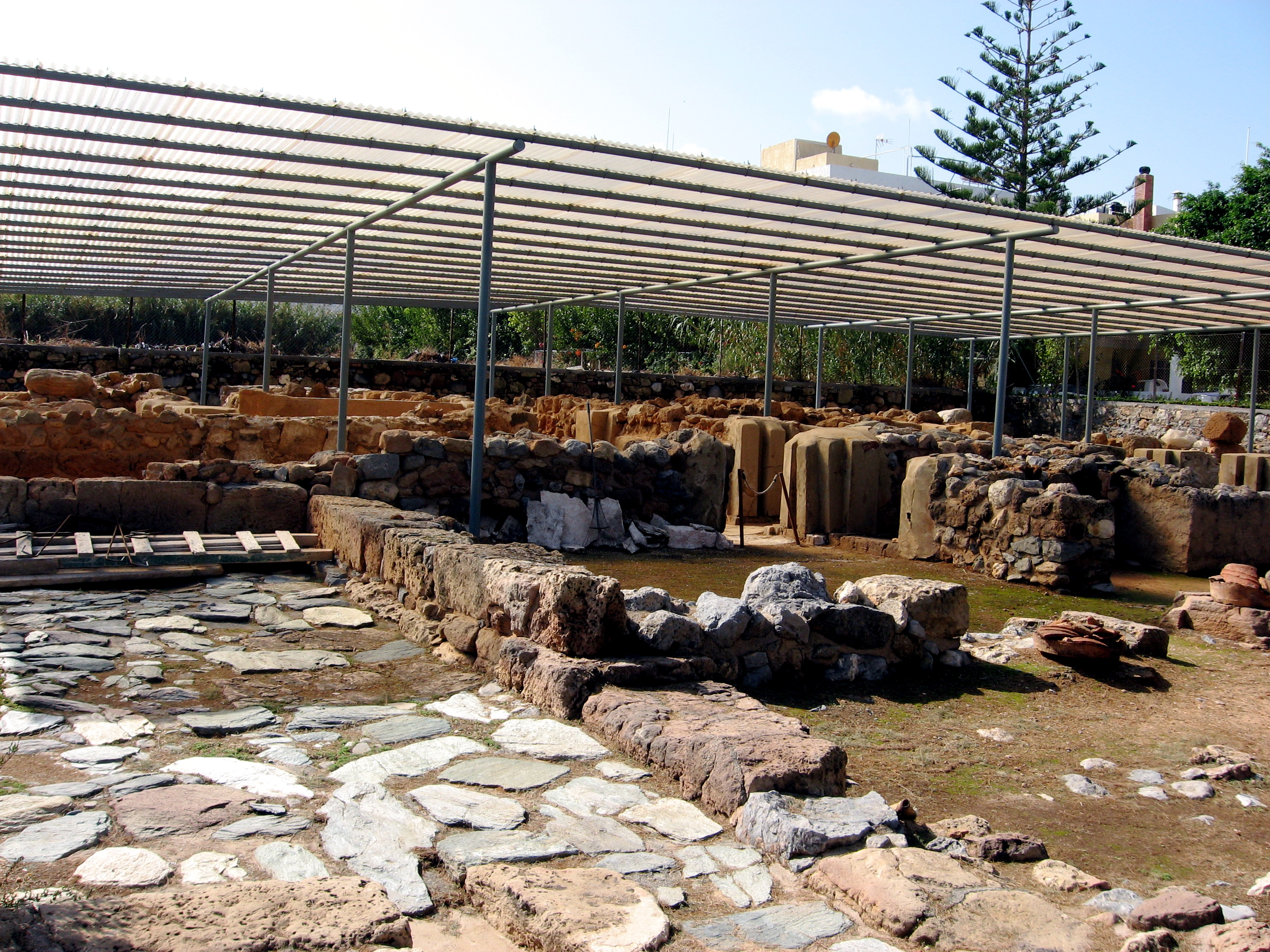
Niroú Kháni.

Niroú Kháni (en grec : Νιρού Χάνι, parfois transcrit Nirou Chani) est un site archéologique minoen de Crète, en Grèce. Il est situé dans le nome d'Héraklion, dans la municipalité de Kokkíni Kháni, à quelques kilomètres à l’est d’Héraklion. 
Nirou Khani fut fouillée par Stéphanos Xanthoudídis en 1918-1919. Les fouilles ont révélé un bâtiment construit sur deux étages et comportant une quarantaine de pièces rien qu'au rez-de-chaussée. Deux cours furent également découvertes, une à l'est, l'autre sur le côté nord du bâtiment. Sur le côté sud de la cour est, une paire de cornes sacrées fut retrouvée, posée sur un autel. On y retrouva également une fresque montrant des nœuds sacrés, quatre double-haches en bronze, quarante autels en forme de trépieds et d'autres objets rituels.